# Eugénia e Silvina
Eugénia e Silvina é um romance de Agustina Bessa-Luís publicado em 1989.
Nesta obra aparece uma escritora com função de testemunha, Guiomar Torresão, que viveu na metade do século XIX, e era amiga íntima da viscondessa Eugénia Nunes, uma das figuras principais deste romance. 

## Sinopse
A obra trata de um crime, o crime das feiticeiras, um parricídio brutal cometido na Quinta A Malhada.

Após a morte de Eugénia Nunes, a quinta passa - indirectamente, pois Eugénia legara-a à Misericórdia - para as mãos do antigo rendeiro João Trindade que, por desgosto de amor, emigrara para África e aí tinha enriquecido como plantador de cacau e negreiro. João Trindade é pai de uma única filha, Silvina, com quem cedo mantém relações invulgarmente íntimas, quase incestuosas. Tenta fazer da filha uma segunda Eugénia, tomando o lugar da antiga proprietária, mas Silvina insurge-se contra esta imposição do pai e mata-o.

## Personagens
- Eugénia Nunes - Viscondessa de São Caetano, é a personagem principal do romance. É bela e rica, mas estéril, incapaz de amar verdadeiramente;
- Baronesa Eugénia da Silva Mendes - Bisavó da primeira, amiga do marechal Saldanha e que desempenhou um papel importante nas lutas liberais;
- João da Silva Mendes - Memorialista neto da Baronesa;
- Maria do Céu - Pianista, filha de João da Silva Mendes;
- Mãe de Silvina - criada em casa da Viscondessa Eugénia Nunes, é descendente dos druidas;
- Silvina Trindade - parricida.